# Jan Juránek (odbojář)
Jan Juránek (16. prosinec 1912 Jedlí – 10. dubna 1945 Koncentrační tábor Flossenbürg) byl český vysokoškolský a středoškolský pedagog, odbojář a oběť nacismu.

## Život
Jan Juránek se narodil 16. prosince 1912 v Jedlí na Šumpersku. V roce 1932 odmaturoval na Státním reálném gymnáziu v Zábřehu, poté mezi lety 1932 a 1936 studoval německý a francouzský jazyk na Filozofickš fakultě Masarykovy univerzity. Mezi lety 1937 a 1939 působil na stejné fakultě jako asistent semináře pro románskou filologii, po uzavření českých vysokých škol Němci pak na Státní průmyslové škole textilní v Brně. Dne 15. března 1944 byl zatčen gestapem za pomoc partyzánům a uprchlému ruskému zajatci. Vězněn byl v koncentračních táborech Terezín, Buchenwald a Flossenbürg. Zde byl 10. dubna 1945 zastřelen strážnými při pokusu o útěk během evakuace tábora.

## Posmrtná ocenění
- Janu Juránkovi byl v roce 1945 in memoriam udělen prezidentem republiky Československý válečný kříž 1939
- Janu Juránkovi byl v roce 1945 Masarykovou univerzitou in memoriam udělen titul doktora filosofie